# María Marcela del Rosario Guerra Tejada
María Marcela del Rosario Guerra Tejada (México 1939-2019) más conocida como María Guerra fue una poeta, feminista, historiadora, periodista y militante. Fundadora de los grupos de reflexión Rosario Castellanos, promotora  por los derechos de las mujeres de la tercera edad, y co-fundadora del Centro Cultural Benita Galeana.

## Biografía
Nació en México en 1939, estudió la licenciatura en Historia en la Facultad de Filosofía y letras y la Maestría en Estudios Latinoamericanos en la Facultad de Ciencias Políticas y Sociales de la UNAM, dedicó gran parte de su vida a la docencia en historia y estética el Colegio de Ciencias y Humanidades Sur. Como periodista coordinó y publicó artículos en las páginas semanales; La mujer en el mundo e Infancia, mito y realidad, en el periódico El Día. 
 

Fue una poeta marxista-leninista, perteneció al Partido Comunista en la Coordinación Nacional de la Mujer y participó en los movimientos de apoyo a Cuba, la revolución sandinista, la insurrección en El Salvador y  la resistencia clandestina en Guatemala. En México participó en los Diálogos de San Andrés al lado del Ejército Zapatista de Liberación Nacional en 1995. La periodista Sandra Lorenzano señala:
¿María Guerra? ¿De qué María Guerra habla? Parece increíble pero sí, se refiere a nuestra poeta, activista, militante de izquierda, feminista, profesora; la cuñada y amiga de Rosario Castellanos, la creadora de versos dolorosos como aquellos dedicados a la memoria de su madre: A qué sabrá la tierra / sobre tu boca / Y el agua / qué fría será / sobre tu cuerpo / Tendrás frío / estarás triste / con tus ojos cerrados…
Por otra parte Gloria Analco menciona al respecto de María Guerra:
A ella le ha gustado cultivar amistades que han enriquecido su vida, como con Benita Galeana, a quien acompañó a Cuba, en 1988, donde Fidel Castro abrazó a Benita, y ella le comentó que ese abrazo le sirvió para vivir feliz el resto de su vida; también la acompañó a Panamá, en 1989, cuando Benita fue invitada con alfombra roja por el general Manuel Antonio Noriega; y María trabó, asimismo, buena amistad con la ex gobernadora de Zacatecas, Amalia García Medina, con quien compartió el trabajo militante en el Partido Comunista, en su fase final antes de quedar fusionado en el PSUM, y compartió su poesía con Rosario Castellanos, cuando era adolescente.
En lo que respecta a su trayectoria como feminista Gloria Analco menciona:
Gran parte de su tarea política fue orientada hacia la educación, además de los temas de la mujer, sobre los que va a trabajar casi toda su vida. Pero también le interesó profundizar en el tema de la función económica del trabajo doméstico, sin el cual, ella piensa, “se caería el mundo entero”. Propone entonces que la mitad del trabajo doméstico la realicen las mujeres y la otra mitad los hombres. Para ella, el feminismo es la lucha en contra de la opresión a las mujeres, sea por el Estado, el gobierno, el hombre o cualquier otra entidad.

## Obras
Entre sus obras más destacadas se  encuentran:
- (1985) Cinco botellas al mar[4]
- (1991) En donde duele el tiempo[6]
- (2000) Vocación de viento
- (2008) No es un río

## Premios
En 1993 recibió el premio nacional de periodismo por la infancia, por sus contribuciones como coordinadora de la página: Infancia: Mito y Realidad, del periódico EL Día. El premio le fue otorgado por el Centro Mexicano para los Derechos de la Infancia (CEMEDIN).